# اوبر ینسس
اوبر ینسس (فرانسوی: Hubert Yencesse‎؛ ۲۸ آوریل ۱۹۰۰ – ۴ اکتبر ۱۹۸۷) مجسمه‌ساز اهل فرانسه بود.
از افتخارات وی میتوان به کسب مدال برنز مجسمه‌سازی تندیس در بخش مسابقات هنری بازی‌های المپیک تابستانی ۱۹۴۸ اشاره کرد.